# Frihedspladsen i Łódź
Frihedspladsen i Łódź (polsk Plac Wolności) er byens centrale plads, og ligger ved Piotrkowska-gadens nordlige ende.
Fra pladsen skyder fire gader i hver sin verdensretning: Piotrkowska-gaden i syd, Nowomiejska-gaden i nord, Pomorska-gaden i øst og Legionów-gaden i vest. Pladsen er desuden omringet af fire gader som danner et kvadrat: Północna-gaden ("Nordgaden"), Południowa-gaden ("sydgaden", i dag 1905-revolutionens gade), Wschodnia-gaden ("Østgaden") og Zachodnia-gaden ("vestgaden"). Pladsen er udgangspunktet for nummereringen af gaderne i Łódź.

## Historie
Pladsen blev anlagt i 1823 som hovedtorvet til det nye beboelsesområde Nowe Miasto (Den nye by). Det havde i begyndelsen funktion som markedsplads. I 1827 blev det klassicistiske rådhus og den evangeliske Treenighedskirke bygget ved pladsen (Piotrkowska-gaden) efter tegninger af Bonifacy Witkowski, som Łódź’ første representative bygninger. I 1898 fik torvet sporvognsforbindelse, og markedspladsen blev lavet om til byens representative plads. 
Torvet fik navnet Frihedspladsen efter Polen blev selvstændig i 1918. I 1930 blev Tadeusz Kościuszko-monumentet rejst på pladsen. Under 2. verdenskrig forandrede de tyske nazister pladsens navn til Deutschlandplatz, og rev monumentet ned i 1939. Det blev først genopført i 1960.